# Erdei kenguruk
Az erdei kenguruk (Dorcopsulus) a Diprotodontia rendhez, ezen belül a kengurufélék (Macropodidae) családjához tartozó nem.

## Rendszerezés
A nembe a következő két faj tartozik:
- Macleay-erdei kenguru (Dorcopsulus macleayi)
- Kis erdei kenguru vagy kis bozótkenguru (Dorcopsulus vanheurni)